# Kriechbaumerella fuscicornis
Kriechbaumerella fuscicornis is een vliesvleugelig insect uit de familie bronswespen (Chalcididae). De wetenschappelijke naam is voor het eerst geldig gepubliceerd in 1987 door Qian & Li.